# Chlosyne saundersi
Chlosyne saundersi är en fjärilsart som beskrevs av Doubleday 1847. Chlosyne saundersi ingår i släktet Chlosyne och familjen praktfjärilar. Inga underarter finns listade i Catalogue of Life.